# 江苏省盐城中学

鹽城中學創建于1927年，簡稱鹽中，位於中華人民共和國江蘇省鹽城市亭湖區。
在學校創立之初，鹽城中學是鹽阜地區唯一的一所省立中學。中華人民共和國建國以後，它被江蘇省確定為首批重點中學之一。1978年，被省教育廳列為全省首批辦好的十四所重點中學之一。1997年，在江蘇省首批進入國家級示范性普通高中的先進行列。2004年，又被省教育廳首批轉評為“四星級學校”。2019年，入选江苏省高品质示范高中建设立项学校。

## 校园

### 正北楼
盐城中学解放北路校区正北楼建于1931年，为抗日战争中中国人民抗日军政大学五分校旧址，为江苏省文物保护单位。1940年，刘少奇、陈毅曾在此居住和工作过，并在此召开过华中总指挥部会议。现楼前有刘少奇半身雕像。

### 瓜井仙踪
盐城八景之一的“瓜井仙踪”的“瓜井”位于解放北路校区内，相传为东汉末年孙权之父孙坚担任盐渎县丞时，其父孙锺于此种瓜引水灌溉所挖。

### 少先湖和共青山
位于盐城中学北校区的少先湖与共青山始建于上个世纪的六十年代，共青山为盐城土地上自然风景的最高峰。它们也是整个盐中乃至盐城的文化象征。

## 部分教学名师
| 学科 | 教师（排名不分先后） | 教师（排名不分先后） | 教师（排名不分先后） | 教师（排名不分先后） | 教师（排名不分先后） |
| ---- | -------------------- | -------------------- | -------------------- | -------------------- | -------------------- |
| 语文 | 顾向阳               | 李仁甫               | 谈得来               | 还立金               | 刘月霞               |
| 数学 | 李生                 | 蔡广军               | 刘进                 | 丁振华               | 杨志明               |
| 英语 | 朱俊                 | 高洪洋               | 陈珺                 | 姜莉萍               | 陈志红               |
| 物理 | 洪波                 | 夏中宇               | 周勇                 | 王钰东               | 喻小越               |
| 化学 | 王时平               | 顾兆俊               | 何文俊               | 陆海燕               | 徐晓颖               |
| 生物 | 王磊                 | 李荣                 | 钱红燕               | 钱元元               | 王景景               |
| 历史 | 孙建亚、袁金花       | 孙建亚、袁金花       | 孙建亚、袁金花       | 孙建亚、袁金花       | 孙建亚、袁金花       |
| 地理 | 姚其军、王大芹       | 姚其军、王大芹       | 姚其军、王大芹       | 姚其军、王大芹       | 姚其军、王大芹       |
| 政治 | 王强、曹晖           | 王强、曹晖           | 王强、曹晖           | 王强、曹晖           | 王强、曹晖           |

## 知名校友
- 乔冠华：中华人民共和国前外交部长。
- 郝柏村：中华民国前行政院院长、总参谋长、陆军一级上将。
- 武偉治：中華民國前國立海洋大學總教官、陸軍少將。
- 崔卫平：北京电影学院教授。
- 王诗宬：数学家，中国科学院院士。
- 周克玉：中国人民解放军总后勤部政委，上将。
- 朱训：中华人民共和国地质矿产部前部长，中国人民政治协商会议第八届全国委员会秘书长。
- 黄岳忠：前安徽省人大常委会副主任。
- 朱亚文：演员。
- 乐家豪：江苏省教育厅厅长。